# James Dwight Dana
James Dwight Dana (12 de febrero de 1813 - 14 de abril de 1895) fue un geólogo, mineralogista, zoólogo, y botánico estadounidense. Aportó importantes contribuciones sobre la formación de las montañas, la actividad volcánica y a la estructura de los continentes y de los océanos.
Nace en Utica, y mostró precozmente un interés por las ciencias. Entra en 1830 al Yale College para estudiar con Benjamin Silliman. Luego de su diploma en 1833, y durante 2 años, es profesor de matemática para los aspirantes de marina; y parte al mar en el Mediterráneo haciendo su servicio militar.
En 1836 y 1837 es asistente de Silliman en el Laboratorio de Química de Yale, para trabajar como mineralogista y geólogo durante 4 años en una misión de exploración comandada por los EE. UU. en el océano Pacífico y dirigida por Charles Wilkes. A su retorno en 1842 sus informes de esa expedición le ocupan parcialmente su tiempo durante 13 años.
En 1844 es residente de New Haven.
Se casa con la hija del profesor Silliman y en 1850, con el retiro de este último, se hace cargo como profesor de historia natural y de geología en Yale College, posición que ocupa hasta 1892.
Desde 1846 reinicia el American Journal of Science and Arts donde es autor regular, principalmente en el dominio de la geología y de la mineralogía. Siendo editor jefe en sus últimos años.
En su honor se le puso nombre en 1866 al mineral danalita.

## Obra

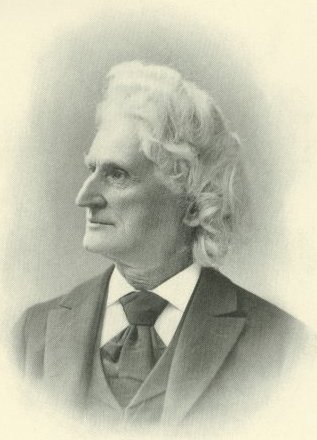
James Dwight Dana

- 1837. System of Mineralogy:, comprising the most recent discoveries. 853 pp. Edición 1854 en línea, reimpreso por BiblioBazaar, 648 pp. 2011 ISBN 1175639710
- 1848. Manuel de minéralogie, retitulado Manual of Mineralogy and Lithology. Y en 1855: Manual of Mineralogy. Editor Durrie & Peck, 432 pp. en línea
- 1853. On coral reefs and islands. Editor G.P. Putnam & Co. 143 pp. en línea
- 1854. Mineralogical Contributions: Contributions to chemical mineralogy. Vol. 2. 221 pp. Vista parcial 209 a 241
- 1862. Manual of Geology. En 1880 3.ª ed. de Am. Book Co. 911 pp. en línea
- 1864. A text-book of geology. Edición	reimpresa de T. Bliss, 354 pp. en línea
- 1872. Corals and Coral Islands. 2.ª ed. 1890. Reimpreso por BiblioBazaar, 382 pp. 2011 ISBN 1175743046

Una lista bibliográfica muestra que publicó 214 libros y artículos, debutando en 1835 con un artículo sobre las condiciones del Vesubio. Sus informes de zoofitas, geología del Pacífico, de crustáceos resumen sus trabajos en la expedición de Wilkes.
En 1887 revisita las islas hawaianas y publica sus investigaciones en 1890 Characteristics of Volcanoes, 399 pp. Reeditó Books LLC, 200 pp. 2009 ISBN 0217457126.
En 1951, james d. Dana, edward salisbury Dana, charles Palache, clifford Frondel, harry m. Berman. Halides, nitrates, borates, carbonates, sulfates, phosphates, arsenates, tungstates, molybdates, etc. Vol. 2 de Systems of Minerology, Yale Univ. 1837-1892, 7.ª edición de J. Wiley & Sons, 1124 pp.

## Honores
Es nombrado miembro extranjero de la Royal Society el 18 de diciembre de 1884. Y lo premia con la medalla Copley en 1877; y la Geological Society of London con la medalla Wollaston en 1874.
- La abreviatura «Dana» se emplea para indicar a James Dwight Dana como autoridad en la descripción y clasificación científica de los vegetales.[1]

## Abreviatura (zoología)
La abreviatura Dana  se emplea para indicar a James Dwight Dana como autoridad en la descripción y taxonomía en zoología.